# Zygoclistron modestum
Zygoclistron modestum är en insektsart som beskrevs av Bruner, L. 1911. Zygoclistron modestum ingår i släktet Zygoclistron och familjen gräshoppor. Inga underarter finns listade i Catalogue of Life.